# Swinton (Ryedale)
Pour les articles homonymes, voir Swinton.
Swinton est un village et une paroisse civile du Yorkshire du Nord, en Angleterre.